# Хамонтов, Николай Николаевич
Николай Николаевич Хамонтов (17 (29) июня 1856, Тотьма, Вологодская губерния — 17 (29) марта 1893, Санкт-Петербург) — русский физик и педагог.

## Биография
Родился 17 (29) июня 1856 года в Тотьме Вологодской губернии. Первоначальное образование получил сначала в Вологодской, а затем в 1-й Санкт-Петербургской гимназии, курс которой он окончил в 1876 году. В этом же году он поступил на физико-математический факультет по разряду естественных наук в Санкт-Петербургский университет. В 1880 году, после окончания курса обучения остался при университете; 1 ноября был назначен лаборантом при физической лаборатории. Одновременно, преподавал физику в филологической гимназии при Историко-филологическом институте и на Высших женских курсах (с 1889), где устроил физическую лабораторию. Преподавал также в Петербургском практическом технологическом институте.
Участвовал в экспедиции для наблюдения солнечного затмения 1887 года в Красноярске, устроенной Русским физико-химическим обществом, и получил удачные фотографии солнечной короны (главный результат всей экспедиции). С 11 декабря 1890 года он был делопроизводителем физического отделения Русского физико-химического общества.
Самостоятельные работы Хамонтова относятся преимущественно к научным применениям фотографии: он исследовал фотографические снимки электрических искр, делал удачные опыты получения цветных фотографий спектра по способу Липпмана и описал оригинальный способ исследования строения струи воды или сыпучего тела при помощи фотографии.
Скончался в Санкт-Петербурге 17 (29) марта 1893 года. Похоронен на Смоленском православном кладбище